# Xã Lapile, Quận Union, Arkansas
Xã Lapile (tiếng Anh: Lapile Township) là một xã thuộc quận Union, tiểu bang Arkansas, Hoa Kỳ. Năm 2010, dân số của xã này là 2.219 người.